# سنان بن سلمة بن المحبق الهذلي
أبو عبد الرحمن سنان بن سلمة بن المحبق بن صخر اللحياني الهذلي. صحابي جليل وأمير وقائد عسكري وفاتح السند في عصر معاوية بن ابي سفيان ويزيد بن معاوية. تولى فتح عدة مدائن منها. وتولى حكم السند من عام 42 هـ الى 57 هـ. وتولى أمارة وحكم البحرين وما يتبعها من بلاد اليمامة  وكان من كبار قادة الفتوحات الإسلامية في بداية الدولة الأموية وكانت جميع فتوحاته في المشرق الإسلامي في بلاد خراسان وبلاد ما وراء النهر. غزا الهند سنه 50 هـ، وشارك في معظم الفتوحات المبكرة في بداية الدولة الأموية. وأبنة موسى بن سنان الهذلي أحد قادات جيوش فتح السند النهائي الى جانب محمد بن القاسم.

## نسبه
هو الأمير الفاتح القائد الصحابي:
- سنان بن سلمة بن المحبق بن صخر بن عبيد الله بن الحارث بن حصين بن الحارث بن عبد العزى بن وائل بن دابغة بن لحيان بن هذيل بن مدركة بن الياس بن مضر بن نزار بن معد بن عدنان.[5][6]

ولد في مكة في يوم معركة حنين ويذكر ان من سماه سنان هو النبي محمد فحدث سنان وقال «ولدت في يوم حرب , كان للنبي صلى الله عليه وسلم , فسماني النبي صلى الله عليه وسلم سنانا». قال ابن عبد البر «وكان من الشجعان الأبطال الفرسان».

## نشأته
روي ابن الاعرابي عنه سنان عن ابيه سلمه أنه قال .
| سنان بن سلمة بن المحبق الهذلي | وُلد يوم حُنَين فبشر به أبوه؛ فقال: لَسِنَانٌ، أطعن به في سبيل الله أحبُّ إليّ منه، فسمّاه النبيُّ صلى الله عليه وسلم سنانًا. وروى وَكيع عن أبيه عن سِنَان بن سلمة، قال: وُلدت يوم حَرْب كان للنّبي صلى الله عليه وسلم فسماني سِنَانًا. وقال العَسْكَرِيُّ: وُلد سنان بعد الفَتْح فسماه النّبيّ صلى الله عليه وسلم | سنان بن سلمة بن المحبق الهذلي |

نشأ سنان في عصر الفتوحات في كنف والده سلمة بن المحبق الذي كان أحد الصحابة الشجعان الذين شهدوا فتح المدائن فلم يغب سنان منذ طفولته عن الفتوحات بل كبر ونشأ بها وهذا ما انعكس على شخصيته كثيرًا فكان من الفرسان المعروفين في القرن الأول الهجري نزل المدينة المنورة مع ابيه المهاجر ثم شارك في فتح العراق ونزل البصرة والبحرين.
وكان شجاعا بطلا من ابطال المسلمين وقائدا قال عنه أبو احمد العسكري.

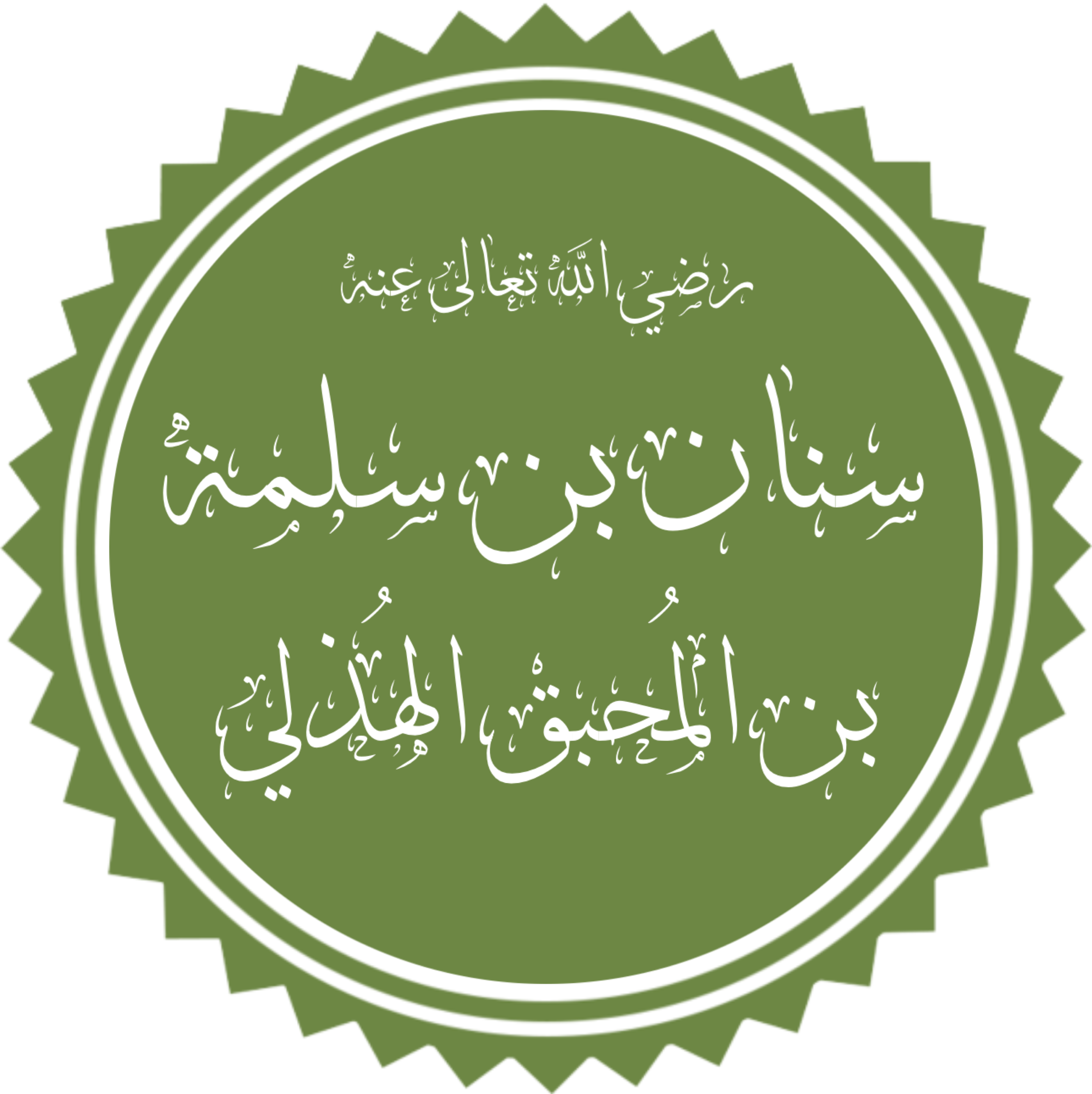
تخطيط اسم سنان مسبوقا بدعاء الترضي عنه

| سنان بن سلمة بن المحبق الهذلي | ولد سنان يوم الفتح، فسماه رسول الله صلى الله عليه وسلم سنانا، وكان شجاعا بطلا | سنان بن سلمة بن المحبق الهذلي |

## مع عمر بن الخطاب
قال سنان بن سلمة في خبر له مع الخليفة عمر بن الخطاب في طفولته.
| سنان بن سلمة بن المحبق الهذلي | كنّا أُغَيْلمة بالمدينة المنورة نلعب في أصول النخل نلتقط البلح الذي يسمّونه الخلال، فخرج إلينا عمر بن الخطّاب، فتفرّق الغلمان وثبتّ في مكاني، فلمّا غشيني قلتُ: يا أمير المؤمنين إنّما هذا ما ألقت الريح، قال: أرني انظر فإنّه لا يخفى عليّ، فنظر في حجري فقال: صدقتَ، فقلتُ: يا أمير المؤمنين ترى هؤلاء الآن، والله لئن انطلقت لأغاروا عليّ فانتزعوا ما معي، قال: فمشى حتّى بلّغني مأمني. قال: أخبرنا الفضل بن دُكين قال: حدّثنا أبو الربيع السمّان عن هارون بن رئاب عن سنان بن سلمة الهذليّ قال: خرجتُ مع الغلمان ونحن بالمدينة نلتقط البلح فإذا عمر بن الخطّاب معه الدِّرّة، فلمّا رآه الغلمان تفرّقوا في النخل، قال: وقمتُ وفي إزاري شيء قد لقطتُه فقلت: يا أمير المؤمنين هذا ما تُلقي الريح، قال: فنطر إليه في إزاري فلم يضربني، فقلتُ: يا أمير المؤمنين الغلمان الآن بين يديّ وسيأخذون ما معي، قال: كلاّ امش، قال: فجاء معي إلى أهلي | سنان بن سلمة بن المحبق الهذلي |

## قيادته فتح السند

### فتح بلاد القيقان السندية
ذكر خليفة بن خياط خبر فتحه لبلاد القيقان عن أبو اليمان النبال قال.
| سنان بن سلمة بن المحبق الهذلي | «غزونا مع سنان القيقان» فجاءنا قوم كثير من العدو فقال سنان «أبشروا فأنتم بين خصلتين الجنة والغنيمة» ثم أخذ سبعة أحجار وواقف القوم قال إذا رأيتموني قد حملت فاحملوا فلما صارت الشمس في كبد السماء رمى بحجر في وجوه القوم وكبر ثم رمى بها حجرا حجرا حتى بقي السابع فلما زالت الشمس عن كبد السماء رمى بالسابع ثم قال «حم لا ينصرون» وكبر وحمل وحملنا معه فمنحونا أكتافهم فقتلناهم وسرنا أربعة فراسخ فأتينا قوما متحصنين في قلعة فقالوا والله ما أنتم قتلتمونا ولا قتلنا إلا رجال ما نراهم معكم الآن على خيل بلق عمائم بيض فقلنا ذلك نصر الله فرجعنا والله ما أصيب منا إلا رجل واحد فقلنا لسنان واقفت القوم حتى إذا زالت الشمس واقعتهم قال «كذلك كان يصنع رسول الله» ففتح الله عليه ونصره. | سنان بن سلمة بن المحبق الهذلي |

بلاد القيقان وهي المناطق ما بين مكران وتوران حتى أرض المنصورة في السند

وذكر شمس الدين الذهبي في كتابة تاريخ الإسلام عن احداث سنه 41 هـ خبر فتح القيقان من بلاد السند فقال :
«وَفِيهَا غَزَا سِنَانُ بْنُ سَلَمَةَ بْنِ الْمُحَبِّقِ الْقَيْقَانَ، فَجَاءَهُ جَيْشٌ عَظِيمٌ مِنَ الْعَدُوِّ، فَقَالَ سِنَانٌ لِأَصْحَابِهِ: أَبْشِرُوا فَإِنَّكُمْ بَيْنَ خَصْلَتَيْنِ: الْجَنَّةِ أَوِ الْغَنِيمَةَ، فَفَتَحَ اللَّهُ عَلَيْهِ وَنَصَرَهُ وَمَا أُصِيبَ مِنَ المسلمين إلا رجل واحد».
وذكر ذلك اليعقوبي في تاريخه فقال «وتوفي المنذر فولى مكانة سنان بن سلمة فقاتل القيقان والبوقان وظفر بهم ورزقه الله النصر عليهم».

منطقة مكران في السند

### فتح بلاد مكران (بلوشستان) السندية
ومكران هي بلوشستان اليوم وروي عن عبد الصمد بن حبيب العدوي عن والده فقال «غزونا مع سنان بن سلمة مكران» فقال سنان بن سلمة بن المحبق. «ولدت يوم حنين فبشر بي أبي فقالوا له ولد لك غلام فقال سهم أرمى به عن رسول الله أحب إلى مما بشرتموني به وسمانى سنانا».
وذكر ابن حزم عن فتحها «توجه إليها سنان بن سلمة ابن المحبق الهذلي. ففتح مكران عنوة وسكنها».
ذكر البلاذري خبره فقال «تولى في أيام معاوية سنان بن سلمة بن المحبق الهذلي، وكان فاضلا متالها، وهو أول من أحلف الجند بالطلاق فأتى الثغر ففتح مكران عنوة ومصرها وأقام بها وضبط البلاد». واتخذ مكران مقرا لفتوحاته الأخرى فذكرت المراجع الغربية.
| سنان بن سلمة بن المحبق الهذلي | وشرع سنان في اتخاذ مقر إقامته وأسس المدن في مكران ثم حل محله رشيد ثم اعيد سنان الى منصبة وقام بتوسيع الفتح العربي نحوا المشرق وقتل غدرا في كاتشي | سنان بن سلمة بن المحبق الهذلي |

### فتح بلاد قصدار السندية (خوزدار)
وكان أول من فتح بلاد قصدار من السند وذكر البلاذري في فتوح البلدان.

منطقة قصدار (خوزدار)

| سنان بن سلمة بن المحبق الهذلي | ثم ولى زياد المنذر بن الجارود العبدي ويكنى أبا الأشعث ثغر الهند، فغزا البوقان والقيقان فظفر المسلمون وغنموا وبث السرايا في بلادهم، وفتح قصدار وسبابها وكان سنان قد فتحها إلا أن أهلها انتقضوا | سنان بن سلمة بن المحبق الهذلي |

## غزو الهند
وتولى سنان فتح مدائن السند في عصر معاوية بن ابي سفيان فأستطاع النجاح بهذه المهمة وأستطاع فتح رقعة كبيرة من بلاد السند وأخضعها الى الحكم الإسلامي الأموي. وتوجت هذه الفتوحات بغزو بلاد الهند فنقل المؤرخون المسلمون خبر غزوه الهند عام 50 هـ فذُكر عن ذلك:
- قال أبو اليقظان «لما قُتل عبد الله بن سوار كتب معاويةُ ابن ابي سفيان إلى زياد انظُرْ رجلًا يصلح لثَغْر الهند فوجههُ فوجّه زياد سنان بن سلمة بن المحبّق الهذليّ».[26]
- قال خليفة بن خياط «ولى زيادٌ سنانَ بن سلمة بن المحبِّق الهذلي غَزْوَ الهند وذلك سنة خمسين ولسنان هذا خبرٌ عجيب في غزو الهند».[9]
- قال ابن كثير «سنان بن سلمة بن المحبق أحد الشجعان المذكورين، أسلم يوم الفتح، وتولى غزو الهند، وطال عمره».[27]
- قال شمس الدين الذهبي «سنان بن سلمة بن المحبق الهذلي ولي غزو الهند وكان من الأبطال توفي قبل المائة».[28]

## حكمة للسند
تولى سنان بن سلمة حكم السند عام 49 هـ وكان رجلا فاضلا وهو أول من احلف جنوده بالطلاق وفيه يقول الشاعر.

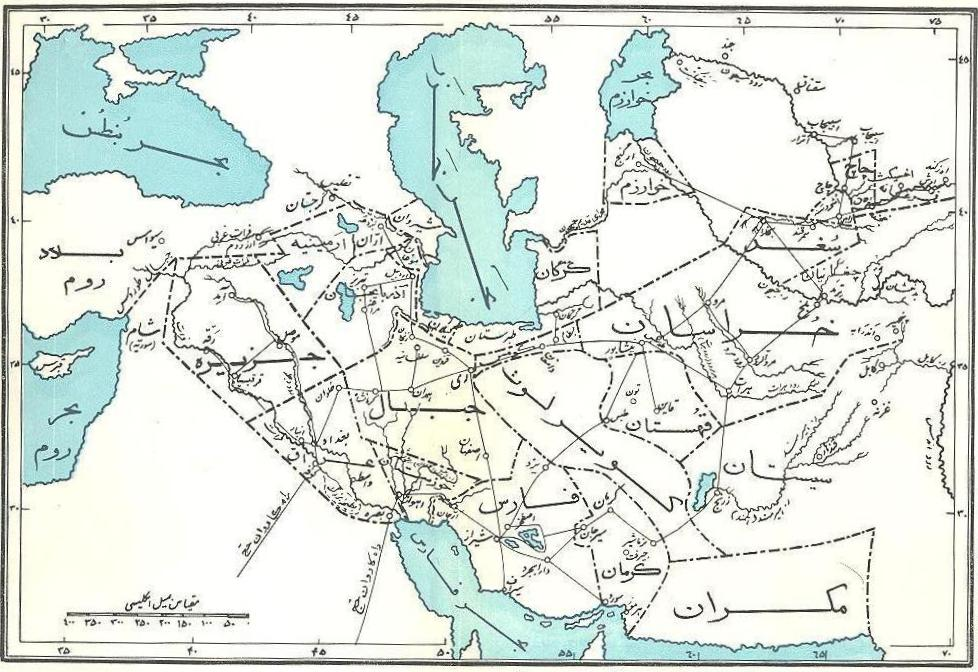
خريطة تظهر مكران في الجنوب الشرقي لبلاد فارس

| رأيت هذيلا أحدثت في يمينها |  | طلاق نساء ما تسوق لها مهرا |
| لها على حلفه ابن محبق      |  | اذ رفعت أعناقها حلفا صغرا  |

وصل سنان الى السند واتخذ مكران عاصمة الامارة وقضى على الفتن والاضطرابات وقام بإصلاحات كثيرة وأقام فيها حامية وجعلها مركزا لحكمة وقيادته وبنى مسجدا جامعا وقد بقي يحكم في مكران. ثم ترك الحكم وانتقل الى منصب اخر ثم عاد وحكمها مره أخرى . وكان حكم تلك المناطق صعبا وبعد ان عاد سنان الى منصب الأمير فيها قال شاعر.
| وأنت تسير الى مكران   |  | فقد شحط الورد والمصدر     |
| ولم تك من حاجتي مكران |  | ولا الغزو فيها ولا المتجر |
| وحدثت عنها ولم اتها   |  | فما زلت من ذكرها أوجر     |
| بأن الكثير بها جائع   |  | وأن القليل بها معور       |

ثم تحرك سنان بجيشة وفتح بعض المناطق الواقعة بين مكران والقيقان وكان يترك في كل موضع يفتح أثرا طيبا حتى وصل الى القيقان فافتتحها وسار الى منطقة البودهيه المجاورة فغدر به أهلها فأستشهد هناك وقال ابن خلاص البكري.
| أبلغ سنان بن منصور واخوته      |  | أعني هذيل كراما غير أغمار    |
| انا عتبنا عليكم في امارتكم     |  | والدهر ذو قلب في الناس دوار  |
| يعطي الجزيل وينسى غير مستر     |  | ولا يريد ثناء بعد افقار      |
| لم ينزل القوم اذ جفت قناتهم    |  | كابن المعلى ولا مثل ابن سوار |
| ولا ابن مرة اذ أودى المزمان به |  | كم فلل الدهر من ناب وأظفار   |

## الإمارات التي تولى حكمها

###### حاكما علىالسند
تولى سنان بن سلمة حكم المدائن المفتوحة من بلاد السند مرتين حتى توفي بها.

###### اميرا لإمارةالبحرين
ذكر انه تولى حكم البحرين فقد جاء في طبقات ابن سعد قال أخبرنا حجّاج بن نُصَير قال: حدّثنا قُرّة بن خالد عن هارون بن رئِاب الأُسَيِّدِيّ قال: حدّثنا سِنان بن سلمة، «وكان أميرًا على البحرين».

###### واليا علىالبصرة
قال المدائني «خرج مصعب من البصرة إِلَى الْكُوفَة للقاء عَبْد الْمَلِكِ، وخلف عَلَى البصرة سنان بْن سلمة بْن المحبق الهذلي». سنةَ 72 هـ.

## قول العلماء فيه
ذكره ابن سعد في التّابعين في الطّبقة الأولى . قال الْعِجْلِيُّ: تابعيّ ثقة. قال ابْنُ أَبِي حَاتِمٍ في المراسيل: سُئل أبو زُرْعة عن سنان بن سلمة له صحبة، فقال: لا، ولكن وُلد في عَهْد النّبيّ ﷺ. وقال ابن سعد: قليل الحديث. وقال ابن الاثير ان سنان صحابي ووالدة كذلك.

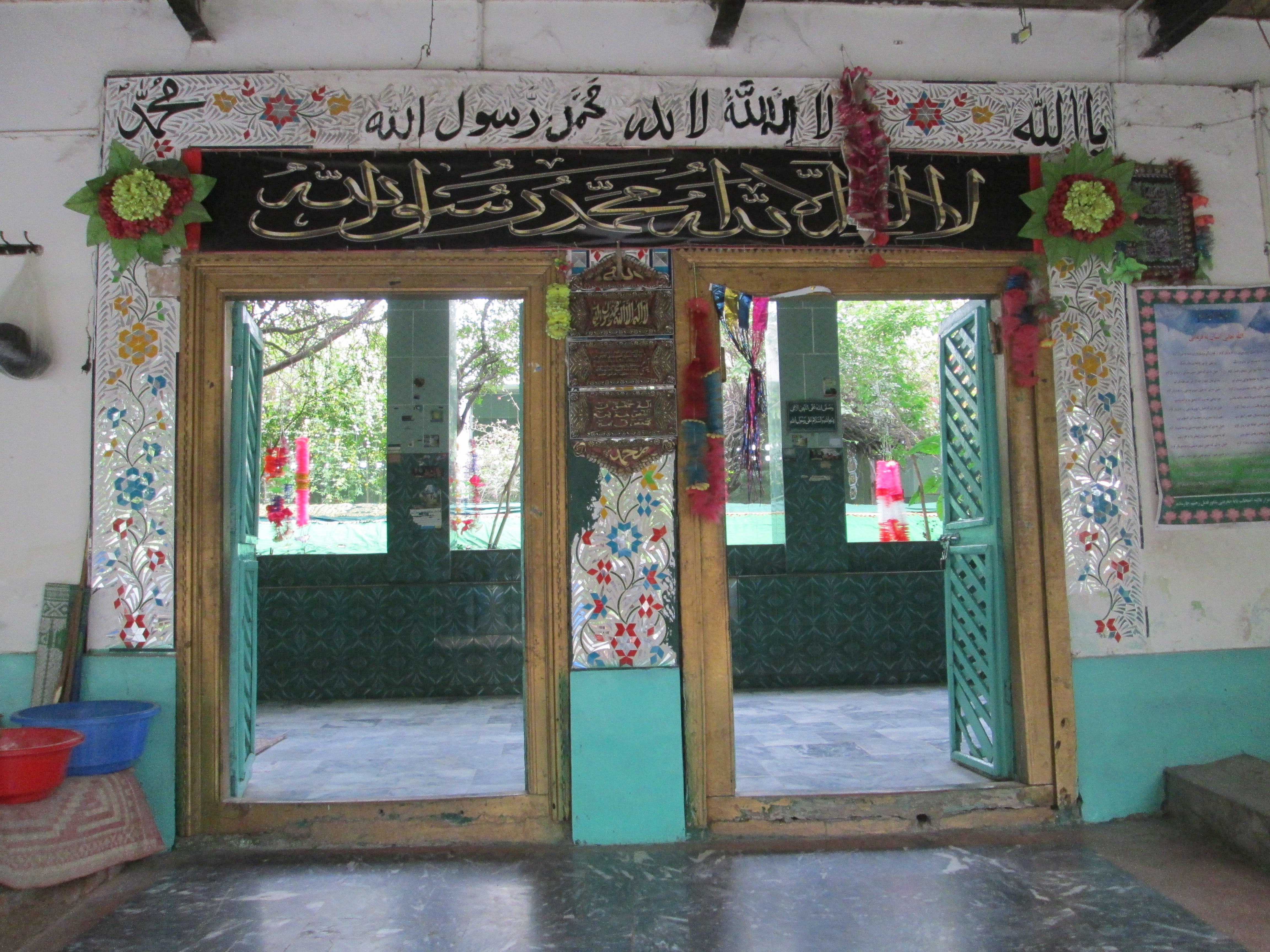
ضريح سنان في منطقة خوزدار

## رواياته
روى عن النبي ﷺ وحديثه في البخاري والأربعة، وروى عنه أبو الشعثاء وأبو حاجب وعبد الله بن الصامت والحسن وابن سيرين وغيرهم. قال ابن حجر: وقد روى سنان عن أبيه؛ وعن عُمر بن الخطاب، وابن عبَّاس، وأرسل عن النّبيّ صَلَّى الله عليه وسلم وحديثه عنه عند الطّبراني، ولفظُه أَنَّ النّبي ﷺ بعث معه بهَدْي... الحديث. أخرجه من طريق الفريَابي، عن الثّوري، عن عبد الكريم بن أبي المخارق، عن معاذ بن سَعْوَة عنه. وقد اختلف فيه على الثّوري، وعلى شيخه. ورواه ابْنُ جُرَيْجٍ، عن عبد الكريم، فقال: عن معاذ، عن سِنَان بن سلمة، عن أبيه. أَخرجه أحمد عن محمد بن بكر عنه. وقال أَبُو عَاصِمٍ: عن ابن جُرَيج، فقال بسنده عن سنان بن سلمة عن سلمة بن المحبِّق، أخرجه يعقوب بن سفيان عنه، والدّارقطني من طريق أخرى عن أبي عاصم. وروى عنه قَتادة، وسَلْم بن جُنَادة وغيرهما. روى عنه سَلْم بن جُنَادة، ومعاذ بن سِعْوة، وحبيب أَبو عبد الصمد. ومن حديثه أَن رجلًا أَتى النبي ﷺ، فقال: يا رسول الله، إِني تصدقت على أُمي بصدقة، وإِنها هلكت، فكيف أَصنع؟ فقال: «رَدَّ الله عَلَيْكَ مَالَكَ، وَقَبِلَ صَدَقَتَكَ».

## وفاته
تُوفّي في آخر ولاية الحجّاج بن يوسف للعراق وكان في قصدار من بلاد السند بعد ان فتحها واقام بها واتجه نحو المشرق لتوسيع الفتوحات نحو شرق السند فغدر به أهلها فقتلوه غدرا فقال الشاعر يرثيه.
وقبرة موجود في منطقة خوزدار في باكستان